# Hygrotus decoratus
Hygrotus decoratus är en skalbaggsart som först beskrevs av Leonard Gyllenhaal 1810.  Hygrotus decoratus ingår i släktet Hygrotus och familjen dykare. Arten är reproducerande i Sverige. Inga underarter finns listade i Catalogue of Life.

## Bildgalleri

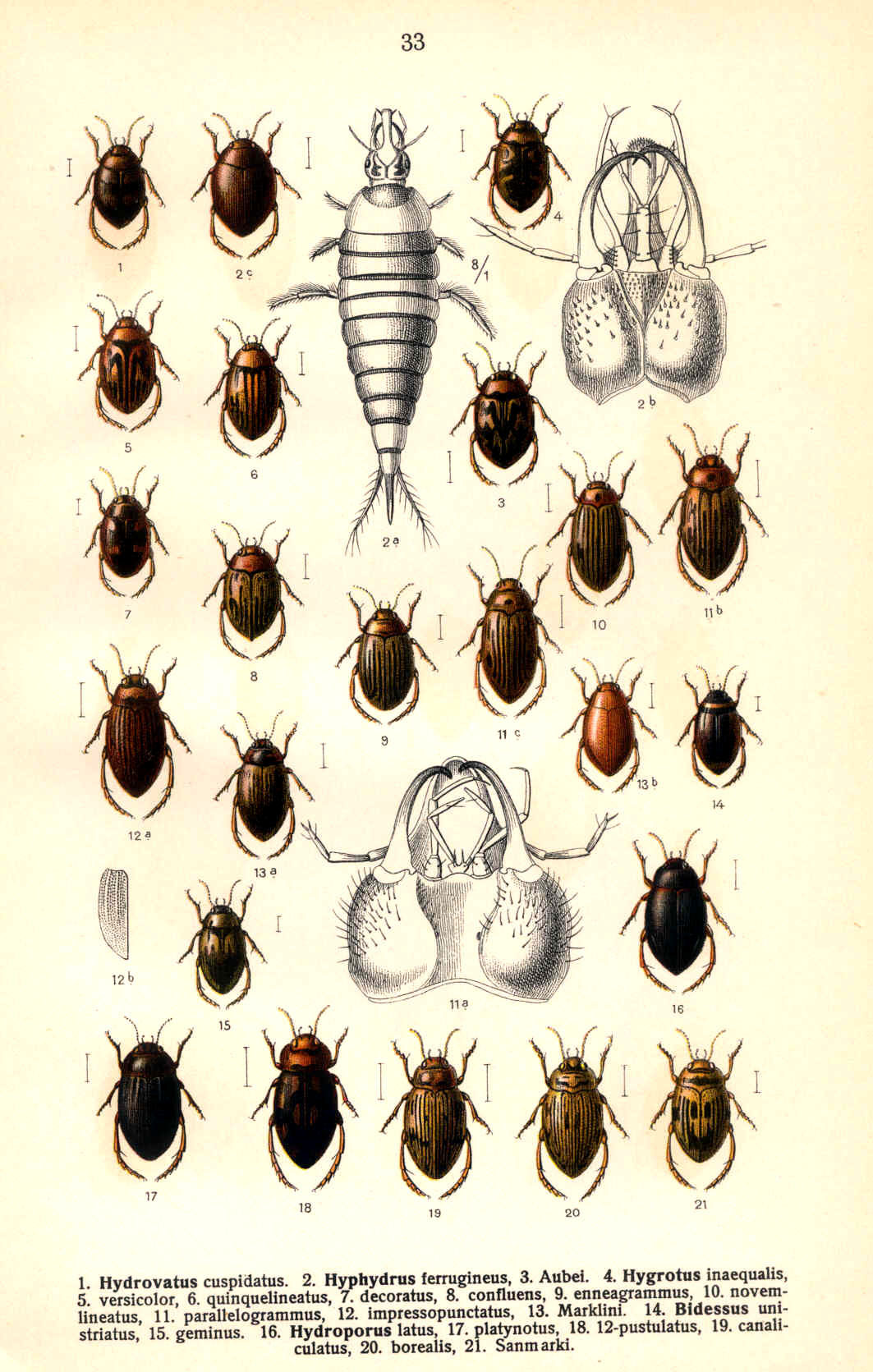